# کریستینا شوندوف
کریستینا شوندوف (انگلیسی: Kristina Šundov؛ زادهٔ ۱۷ سپتامبر ۱۹۸۶) بازیکن فوتبال اهل کرواسی است.
از باشگاه‌هایی که در آن بازی کرده‌است می‌توان به باشگاه فوتبال تون، باشگاه فوتبال زنان بایر ۰۴ لورکوزن، و باشگاه فوتبال بازل اشاره کرد.
وی همچنین در تیم ملی فوتبال زنان کرواسی بازی کرده‌است.